# どろ焼

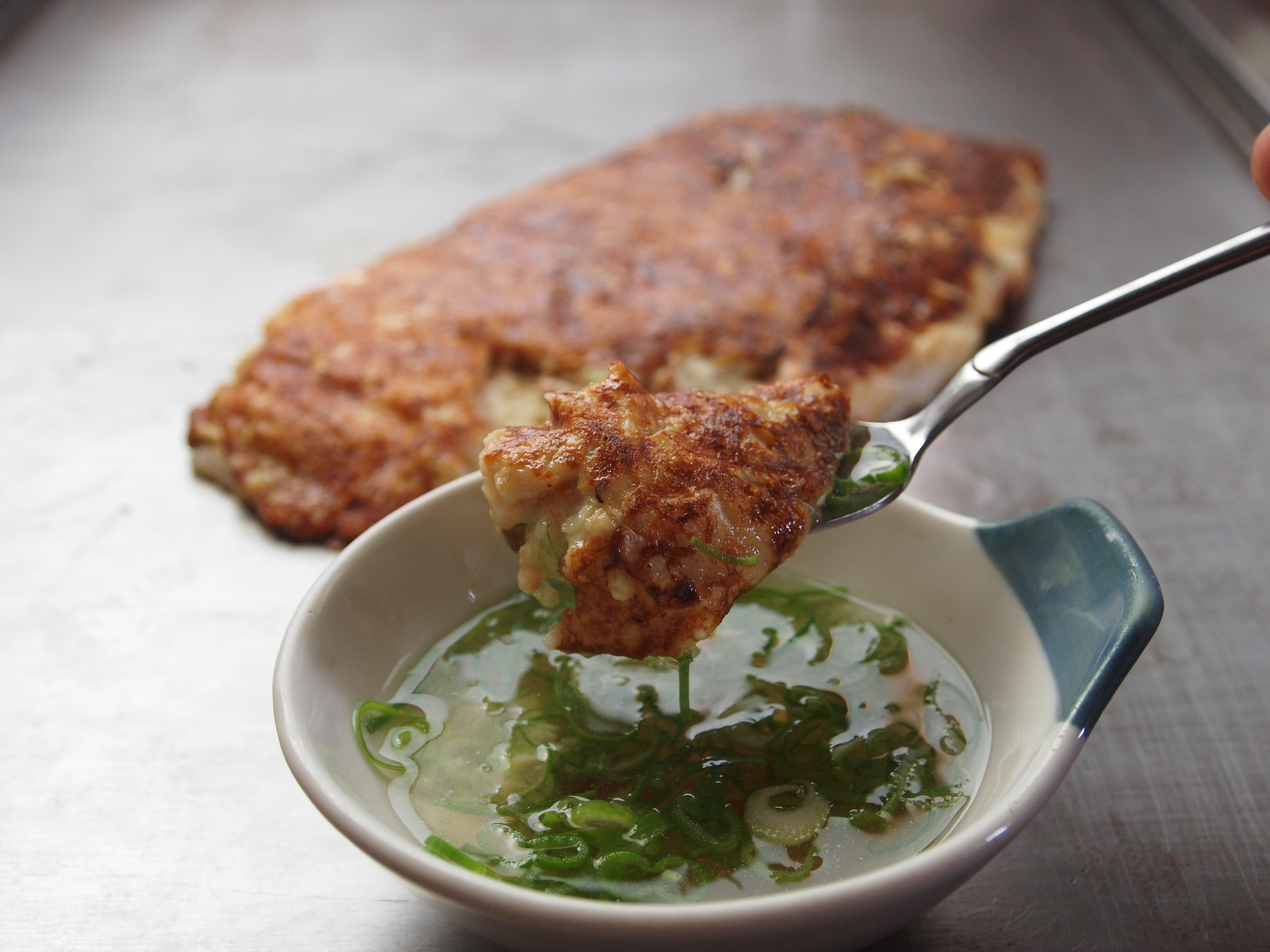
どろ焼

どろ焼（どろやき）は、兵庫県姫路市発祥の粉もので、お好み焼きの一種。1999年（平成11年）ごろから姫路市のお好み焼店「喃風」（1987年創業）が鉄板たこ焼を改良してどろ焼として提供を始めた。

## どろ焼きの誕生
1999年、兵庫県姫路市のお好み焼店「喃風」にて、家族連れの常連客から「うちの子供がたこ焼が食べたいと言っている」との依頼を受けたものの、お店にはたこ焼を焼く専用鉄板を常備しておらず、それでも何とかお子様の期待に応えたいとの思いから、卵の量を増やしたお好み焼の生地とタコをお好み焼用の大きな鉄板に流し、コテでオムレツ状に集めた大きなタコ焼を提供した。その大きなたこ焼が珍しい上に美味しいと評判となり、その中にキャベツや豚バラ肉など、お好み焼の具材を入れたものがどろ焼の原型となる。

## 特徴
和風出汁で溶いた小麦粉に、牛すじ肉を煮込んだ醤油出汁を倍量入れ、キャベツや豚バラ肉などの具材と一緒に230℃の鉄板に一気に流し、コテでオムレツ状に集めたもの。スプーンですくって和風出汁に浸けて食す。出汁には薬味ネギを入れる。

### 食べ方
どろ焼自体がやわらかいのでお箸では持てずスプーンを使用する。
出汁だけでなくソースや醤油、マヨネーズなどお好みで食べることができる。姫路ではソースをかけたどろ焼を出汁につけて食べる。
種類によっては、そばやうどんが入った「どろ豚そば」など出汁に浸けないどろ焼も存在し、ソースやマヨネーズがかかった状態で提供される。

### 種類
ベーシックな豚バラ肉入りのどろ豚、餅とチーズ入りのどろもちチーズ、牛すじとこんにゃく入りのどろすじこん、明太子のかかったどろチーズ明太などがある。
またキャベツではなくネギべースのどろ焼（どろねぎ豚やどろねぎすじこん等）もある。

## 商品化
2009年（平成21年）3月、「どろ焼」が商品化され、永谷園から「姫路名物 喃風 どろ焼の素」として全国のスーパーなどで発売される。また、2010年（平成22年）4月、「どろ焼」のせんべい「喃風 しっとりどろ焼せんべい」の販売を開始した。JR西日本の各駅売店やチェーン店、空港や高速道路のサービスエリアなどでも販売される。